# Сибрук, Леонард
Леонард Сибрук (род. 1974, Аделаида, Австралия) — профессор Копенгагенской школы бизнеса в области международной политической экономики и экономической социологии.

## Деятельность
Исследования Леонарда Сибрука в первую очередь касаются роли профессионалов и экспертов в решении социальных и экономических проблем, политики выдачи кредитов, налогообложения и собственности в рамках экономики, а также роли «Глобальных имущественных цепей» в международной политической экономике. Он также изучал социальные источники того, как государства создают международный финансовый потенциал, как «повседневная политика» влияет на мировую экономику, как международные организации создают политические сценарии и связи между системами социального обеспечения, жильём, рождаемостью и международными финансами. Сибрук опубликовал статьи в высокорейтинговых международных журналах в области международной политической экономики и экономической и организационной социологии, включая American Sociological Review, Governance, International Studies Quarterly, Journal of European Public Policy, Organization, Public Administration, Review of International Political Economy и многие другие. Сибрук также курировал исследования Комиссии Уорика по Международной Финансовой Реформе, которая собрала вместе экономистов, политологов и юристов как из научного, так и из политического мира для обсуждения финансовой реформы.
Также Леонард Сибрук руководил рядом исследовательских проектов, финансируемых Европейской комиссией, аналитическими центрами и фондами. К ним относятся проект «Профессии в международной политической экономике» (2011–2014 годы), финансируемый Европейским исследовательским советом, и проект «Европейская легитимность в управлении в трудные времена» (2015–2018 годы) в рамках программы «Горизонт 2020» Европейской комиссии.
В настоящее время Сибрук работает над проектом «Корпоративный арбитраж» Европейского исследовательского совета и проектом «Борьба с финансовым мошенничеством и расширение прав и возможностей регулирующих органов» ЕС (2016–2019 годы). Он также совместно с Элени Цингоу руководит проектом «Экспертные ниши», финансируемым фондом VELUX.

## Публикации
- Global Wealth Chains (ред. Duncan Wigan, Oxford University Press, 2020)
- Professional Networks in Transnational Governance (ред. Lasse Folke Henriksen, Cambridge University Press, 2017)
- Sources of National Institutional Competitiveness (ред. Susana Borrás, Oxford University Press, 2015)
- Seeing Like an International Organization (ред. André Broome, Routledge, 2014)
- The Politics of Housing Booms and Busts (ред. Herman Schwartz, Palgrave, 2009)
- Everyday Politics of the World Economy(ред. John M. Hobson, Cambridge University Press, 2007)
- The Social Sources of Financial Power (Cornell University Press, 2006)
- Global Standards of Market Civilization (ред. Brett Bowden, Routledge, 2006)
- US Power in International Finance (Palgrave, 2001)

## Музыка
Леонард Сибрук играет на бас-гитаре и состоит в дуэте Me After You с Федерико Фестино. Их альбом «Foughts» был спродюсирован Энди Миллером из Mogwai и был выпущен Custom Made Music в 2013 году. Сибрук играет на барабанах, бас-гитаре и бузуки в Boogles и Junk Boat, а также с южноафриканским музыкантом Джимом Неверсинком и норвежским певцом Хоконом Лервогом.